# 五十嵐カノア
五十嵐 カノア（いがらし カノア、Kanoa Igarashi、1997年10月1日 - ）は、男子プロサーファー。木下グループ所属。アメリカ合衆国・カリフォルニア州出身。ISAワールドサーフィンゲームズ2022優勝。2020年東京オリンピックサーフィン競技日本代表・銀メダリスト。2023年9月からハーバード大の経営大学院であるハーバード・ビジネス・スクールに在学中。伯父の葛西一雄は元大相撲力士旭桜隆秀で、現在は専属トレーナーを務める。

## 人物・経歴
1997年、日本人の両親のもとにアメリカ合衆国・カリフォルニア州で生まれ、両親と弟の4人家族で育つ。カリフォルニア州ハンティントンビーチでサーファーである父、五十嵐勉のサーフィン姿を毎日眺めて育つが、3歳の時に見ているだけでは満足できなくなり自らも始めると、すぐに才能を開花させサーフィン界の注目を集めるようになった。「カノア」の名は、ハワイ語で「自由」という意味に由来する。日本語、英語、ポルトガル語など5カ国語が堪能。
6歳でローカルコンテスト「Kids For Clean Waves」でデビューするといきなり優勝すると、当時のアマチュアUSAコーチ（ジョイ・ブラン氏）に見出され、最年少9歳でUSAチームに入る。2009年、11歳の時には、NSSA（National Scholastic Surfing Association、全米アマチュアサーフィン連盟）主催の大会で、トム・カレンと並ぶ1シーズン中の最多勝タイとなる30勝という驚異的な記録を打ち立て全米タイトルを獲得。2010年も同じく全米タイトルを獲得。2011年にメインスポンサーである『Quiksilver』と契約してNSSAからプロのASP(現WSL)に移行すると2012年、プロジュニアからスタートして早くも21歳以下のプロジュニア『DNAエナジープロ』で13歳にして初優勝。ASPの他にも『Rip Curl GromSearch』制覇。さらには『USA Championship U-18』を史上最年少の14歳で優勝すると、Surfing America Championshipsの『Governor’s Cup』を制し、『King of Groms Championships』で2位に入った。チャンピオンシップツアーの予選リーグであるクオリファイリングシリーズには、プロジュニアと併行して2013年から参戦。2014年にハンティントンビーチで開催された『Shoe City Pro』で初優勝。着実にその実力を伸ばすと、2015年アメリカのジュニアツアーで年間1位、クオリファイリングシリーズでもブラジルで開催された6,000『Mahalo Surf Eco Festival』での優勝を始め、好成績を重ねて年間7位の成績を収め、日本人として初めて、2016年のチャンピオンシップツアー参戦資格を獲得。2016年に史上最年少、アジア人で初めて、プロサーフィンの世界最高峰、WSL チャンピオンシップツアー（CT）に参戦すると最終戦のビラボンパイプマスターズで準優勝、年間20位。翌2017年には、チャンピオンシップツアー以外で、最も大きなランクの試合となるQS10,000の地元ハンティントンビーチで開催されたWSL Vans US Openで初優勝する等、実力を発揮してチャンピオンシップツアーは総合ランキング17位。2018年シーズンから、WSLの登録籍を日本に変更。QS10,000『Vans US Open of Surfing』を2連覇すると、9月に開催された「2018 ISAワールドサーフィンゲームス」には日本代表メンバーとして出場し、個人で銀・団体で金メダルを獲得し、大会史上初となる日本のメダル獲得に大きく貢献した。チャンピオンシップツアーは総合10位。2019年のチャンピオンシップツアー、バリでの第3戦「Corona Bali Protected」で自身初、そしてアジア人初の優勝を飾る。ポルトガルでのCT第10戦の結果により、東京オリンピックの出場権を獲得。チャンピオンシップツアーは総合6位と成績を伸ばし続けた。
2021年には、サーフィンが初めて正式種目となった東京オリンピックの男子サーフィンで準決勝で世界ランク1位のガブリエル・メディナを逆転し決勝に進出し、銀メダルを獲得する。2018年、2021年の2位が過去最高だったISA World Surfing Gamesを2022年は1回戦から決勝までの全8ヒートで1位の完全優勝で制し、自身悲願のワールドチャンピオンに生まれ育ったハンティントンビーチで初めて輝いた。五十嵐の活躍により、村上舜、上山キアヌ久里朱と共に3人が出場した日本男子は国別団体でも優勝。CTは総合5位で終える。
2023年はCTで一度も決勝に残れず、総合でも14位タイ。
2024年2月21日、オアフ島・ノースショアのサンセットビーチでのCT第2戦『Hurley Pro Sunset Beach』にて2年前の同舞台以来、久しぶりのファイナル進出も前回と同じく準優勝。2月24日、今夏のパリ五輪最終予選を兼ねたサーフィンワールドゲームズで男子1回戦4組で計11・84点の1位となり、2回戦進出を決めた。この出場により昨年のチャンピオンシップツアーで上位10人（各国上限2人）に入り、パリ五輪代表に条件付きで内定済みだったが、正式に2大会連続の五輪代表にも決まる。
2024年パリオリンピックのサーフィン競技男子では、第3ラウンドでブラジルのガブリエル・メディーナと対戦したが敗れて準々決勝進出を逃した。

## 戦績
- 2009年 - NSSA年間最多優勝回数 30勝達成
- 2010年 - NSSA全米ナショナルチャンピオン
- 2012年 - USA Championship U-18 最年少優勝、Surfing America ChampionshipsのGovernor’s Cup 優勝、King of Groms Championships 準優勝
- 2013年 - Burton Toyota Pro Junior（Jr. Tour）  準優勝
- 2014年 - Shoe City Pro（QS） 優勝
- 2015年 - Hurley Australian Open（Jr. Tour） 優勝、Los Cabos Open of Surf（Jr. Tour）  優勝、Junior Men's Vans US Open of Surfing（Jr. Tour）  準優勝、Vans Pro（QS） 優勝、Mahalo Surf Eco Festival（QS） 優勝
- 2016年 - WSL CT Billabong Pipe Masters 準優勝、Pantin Classic Galicia Pro（QS） 優勝、Hang Loose Pro Contest 30 Anos（QS） 優勝
- 2017年 - Shoe City Pro（QS） 優勝、Vans US Open of Surfing（QS） 優勝
- 2018年 - Pro Santa Cruz 2018 pres. by Oakley（QS） 優勝、Vans US Open of Surfing（QS） 優勝、WSL Qualifying Series 3000 - Pro Santa Cruz 2018 優勝
- 2019年 - WSL CT Corona Bali Protected 優勝
- 2021年 - 東京2020オリンピック競技大会 銀メダル
- 2022年 - 2022 ISA World Surfing Games（英語版） 優勝、WSL CT Hurley Pro Sunset Beach  準優勝
- 2024年 - WSL CT Hurley Pro Sunset Beach  準優勝

## 受賞歴
- 「GQ MEN OF THE YEAR」に2019年、2021年の2度選出[19]。
- 2019年11月には、堀米雄斗や中村輪夢らと『JAPAN ACTION SPORTS AWARDS 2019』を受賞[20]。
- 2020年の「フォーブス30アンダー30」（日本版）の一人に選出[21]。
- 2023年11月、米ピープル誌がファン投票などで選出する「スポーツ界の最もセクシーな男21人」に選出[22]。

## CM
- ビザ・インターナショナル『VISAカード』

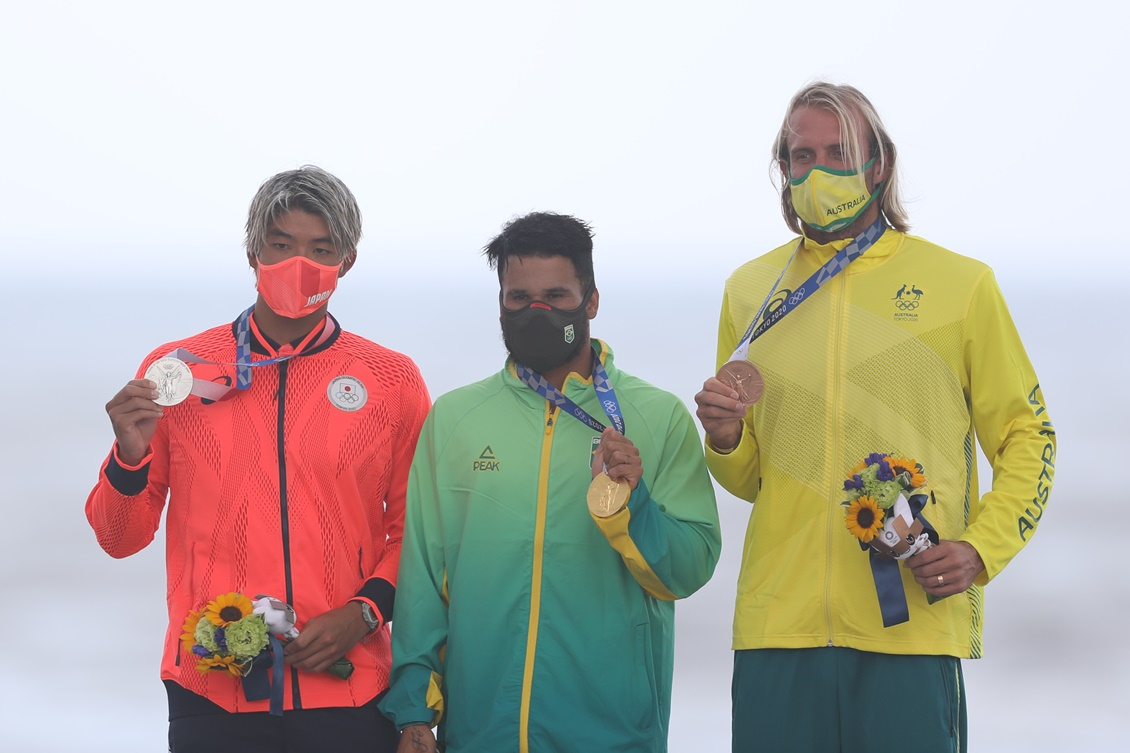
東京2020オリンピック競技大会

- カシオ計算機『G-SHOCK』
- アサヒビール『スーパードライ』